# Laeti
Laeti so bili polsvobodni germanski kmetje, ki so jih Rimljani od mlajšega cesarskega obdobja naprej naseljevali na svojem državnem ozemlju. 
Germani so se s tem obvezali, da bodo obdelovali zemljo in služili v rimski vojski, v zameno pa so kot laeti v veliki meri ohranili svojo samostojnost in ohranitev svoje kulture. Hkrati so lahko ohranili stike z Germanijo, ki je ležala na desnem bregu reke Ren.
V 4. stoletju so laeti s področja današnje Belgije, severne Francije in Porenja že zasedali nekatere vodilne položaje v rimski vojski, o čemer pričajo grobovi vojakov s tega področja, v katerih so arheologi našli veliko bogatih grobnih pridatkov, med katerimi je veliko unikatnega rimskega orožja.
V 5. stoletju, po padcu meje na Renu, so germanska plemena Frankov zasedla ozemlja Galije, s čimer so se laeti pomešali s Franki.